# Great Dalby
Great Dalby är en by i civil parish Burton and Dalby, i distriktet Melton, i grevskapet Leicestershire i England. Byn är belägen 18,6 km från Leicester. Orten har 533 invånare (2015). Great Dalby var en civil parish fram till 1936 när blev den en del av Burton and Dalby. Civil parish hade 323 invånare år 1931. Byn nämndes i Domedagsboken (Domesday Book) år 1086, och kallades då Dalbi.